# Bray (Oklahoma)
Bray é uma cidade localizada no estado norte-americano de Oklahoma, no Condado de Stephens.

## Demografia
Segundo o censo norte-americano de 2000, a sua população era de 1035 habitantes. 
Em 2006, foi estimada uma população de 1052, um aumento de 17 (1.6%).

## Geografia
De acordo com o United States Census Bureau tem uma área de 
163,0 km², dos quais 161,2 km² cobertos por terra e 1,8 km² cobertos por água. Bray localiza-se a aproximadamente 384 m acima do nível do mar.

## Localidades na vizinhança
O diagrama seguinte representa as localidades num raio de 28 km ao redor de Bray. 